# شب‌پره شبکه‌ای خزان
شب‌پره شبکه‌ای خزان (نام علمی: 'Hyphantria cunea') یکی از انواع پولک‌بالان است. در آمریکا این پروانه دارای دو نژاد است، یکی با سر سیاه رنگ و دیگری با سری قرمز رنگ که قبلاً نژاد دوم تحت نام H.textor شناسایی می‌شده‌است. این دو نژاد معمولاً همراه یکدیگر بوده ولی از نظر نقوش روی بدن حشرات بالغ و لاروها و همچنین محیط‌های غذایی و زیست‌شناسی از هم قابل تفکیک هستند. پروانه سفید درختان به دامنهٔ وسیعی از درختان میوه به غیر از سوزنی برگان حمله می‌کند. دامنهٔ میزبانی این آفت در مناطقی که آفت به آن محل‌ها وارد گردیده، از مبدأ اصلی که شمال آمریکا می‌باشد، بیشتر است. این حشره یکی از آفت‌های درخت ساکورا به شمار می‌آید.

## مراحل مورد حمله آفت
این آفت با تغذیه از برگ‌ها و کلاً تمام گیاه، به مراحل رشد سبزینه‌ای گیاه خسارت وارد می‌نماید.

## مناطق انتشار آفت
شب‌پره شبکه‌ای خزان بومی آمریکای شمالی است و در آن مناطق دارای پراکندگی وسیعی است. این آفت بلافاصله بعد از جنگ جهانی دوم به اروپا (مجارستان، اتریش و یوگسلاوی) وارد گردید و از آن تاریخ در تمام اروپا منتشر شده‌است.

### آسیا
جمهوری آذربایجان، چین، ژاپن، کره شمالی و جنوبی، ترکیه و ایران

## نگارخانه

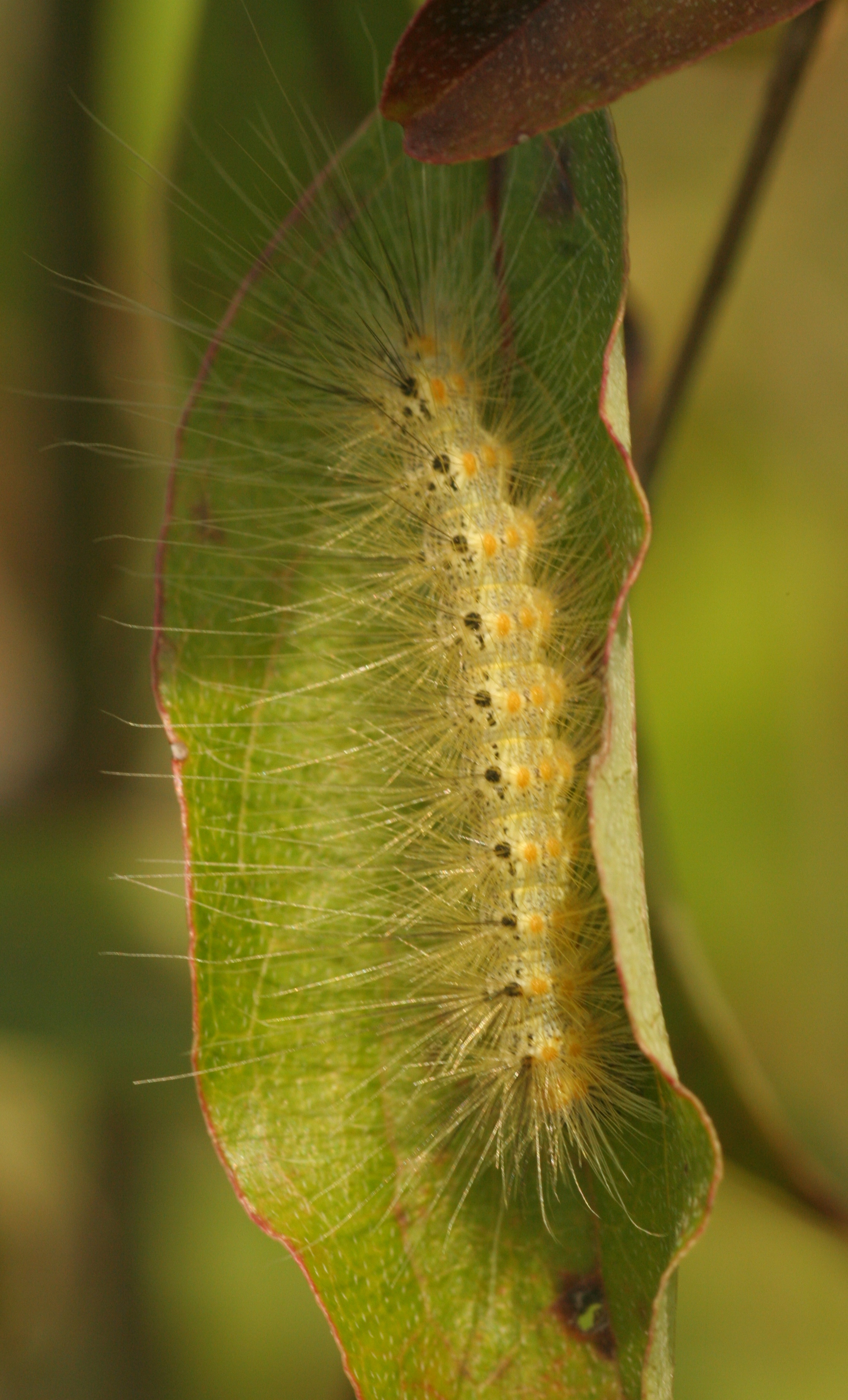
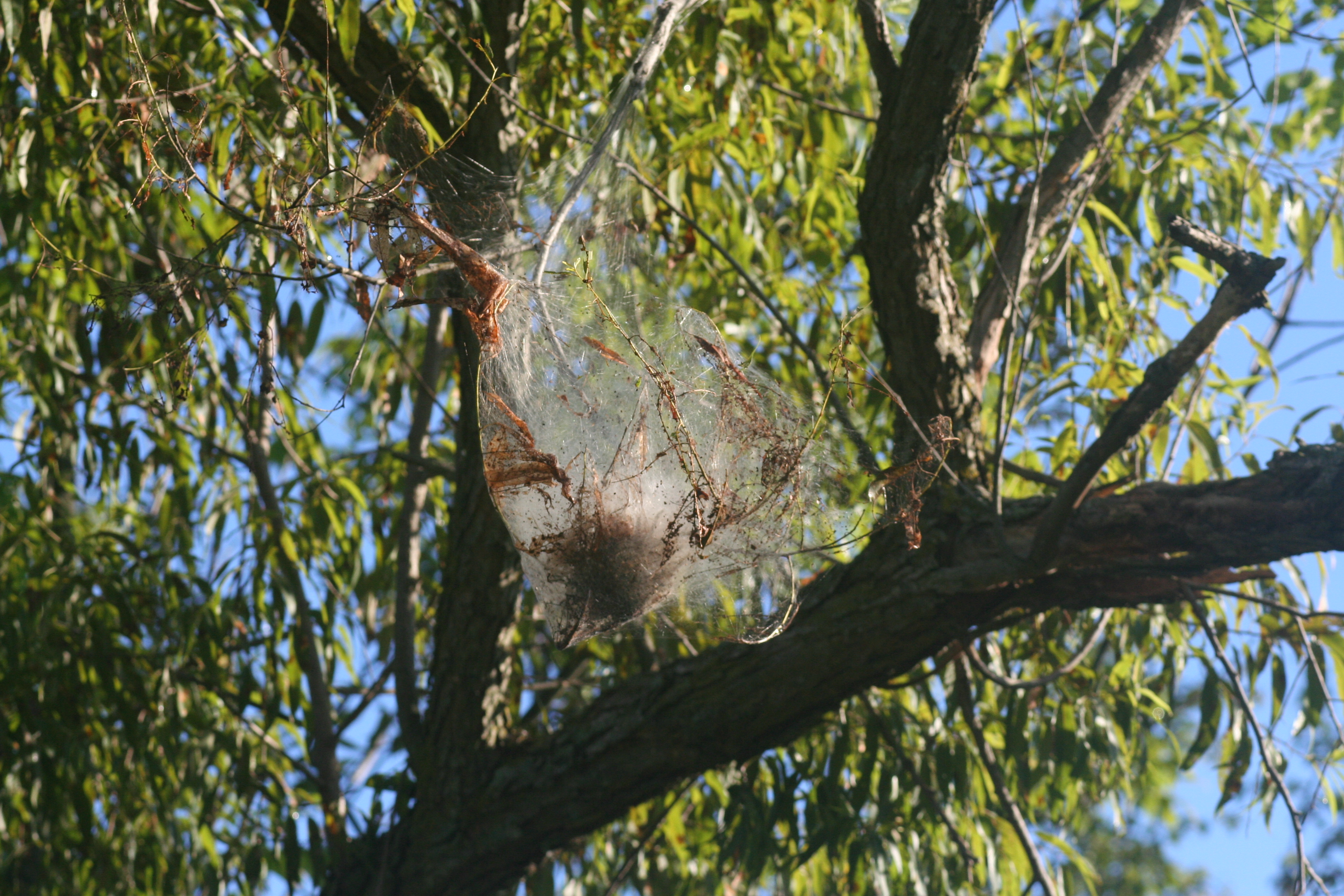
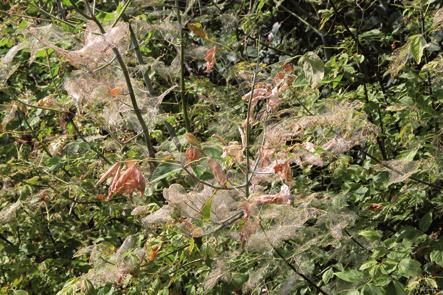

### آمریکا
ایالات متحده آمریکا، کانادا و مکزیک